# Ахмим
Ахмим (арап. أخميم) је град у Египту у гувернорату Сохаг. Према процени из 2008. у граду је живело 104.454 становника.

## Становништво
Према процени, у граду је 2008. живело 104.454 становника.
| 1986.  | 1996.  | 2006.   |
| ------ | ------ | ------- |
| 70.602 | 84.778 | 101.243 |

## Историја
Акхмим је био главни град деветог регион Горњег Египта. Био је један од најважнијих верских центара, средиште култа бога плодности Мина. Има дугу историју, која датира из преддинастичког периода, а наставља се током староегипатског, грчког и римског, коптског и арапског периода. Грчки историчар Херодот, који је посетио Египат у 5. веку п. н. е. (око 484-425) писао је о овом граду као о месту где „жене брину о домаћинству а мушкарци ткају текстил“. Грчки географ Страбон писао је о била је индустрији ткања платна у Акхмиму. Ручно ткање и данас је заступљено на простору Горњег Египта, на готово истим разбојима и истом техником како се то некада радило. Ова традиционална делатност уврштена је на Унескову листу нематеријалног културног наслеђа човечанства.
- Остаци храма бога Мима
- Археолошки остаци града Панополиса у Ахмиму
- Обале Нила око Ахмима (крајем 19. века)
- Берберница у Ахмиму (крајем 19. века)
- Ахмим данас
- Остаци традиције на улицама Ахмима
- Kоптска црква Свете Демијане у Ахмиму
- Џамија принца Мухамеда у Ахмиму